# Luiz Eduardo dos Santos Gonzaga
Luiz Eduardo dos Santos Gonzaga, mais conhecido como Dudu (Itanhaém, 21 de abril de 1990), é um futebolista brasileiro que atua como atacante. Atualmente, joga pelo Avispa Fukuoka.

## Carreira

### Início
Começou sua carreira profissional no Batatais.

### Ferroviária e Barretos
Em 2011, se transferiu para a Ferroviária e no mesmo ano foi para o Barretos (time do interior do estado de São Paulo).

### Mogi Mirim e Linense
No ano seguinte, em 2012, foi para o Mogi Mirim, onde atuou 12 partidas. No mês de dezembro de 2012, o Linense anunciou o empréstimo de Dudu.

### Bragantino e Figueirense
Foi para o Bragantino em 2013, onde se destacou e demonstrou interesse do Figueirense, que acaba contratando para a temporada de 2014.

### Kashiwa Reysol
Após disputar o Campeonato Catarinense de 2014, Dudu é emprestado até o fim do ano para o Kashiwa Reysol.

### Retorno ao Figueirense
Após ter uma boa passagem no Japão, retornou ao Figueirense em 2015.

## Títulos
Figueirense
- Campeonato Catarinense: 2014, 2015

Kashiwa Reysol
- Copa Suruga Bank: 2014